# Władysław Szaynok
Władysław Szaynok (ur. 28 listopada 1876 w Rzeszowie, zm. 20 stycznia 1928 we Lwowie) – polski inżynier, działacz gospodarczy, przedsiębiorca przemysłu naftowego.

## Życiorys
Urodził się 28 listopada 1876 w Rzeszowie. Pochodził z rodziny o węgierskich korzeniach i emigrantów z 1831 roku. 
Ukończył studia w Szkole Politechnicznej we Lwowie (późniejsza Politechnika Lwowska) w 1898 z tytułem inżyniera budowy maszyn. Praktykę odbył w kopalni w Borysławiu. Następnie został inżynierem inspekcyjnym w Stowarzyszeniu Dozoru Kotłów. Potem przeniesiony do czeskiego Brna. Po kilku latach spędzonych tam osiadł w Rzeszowie, gdzie wraz z bratem założył fabrykę maszyn.
Swoje zainteresowanie skierował na przemysł wydobywczy, ok. 1910 poznał Mariana Wieleżyńskiego, który w tym czasie prowadził prace badawcze nad skraplaniem i transportem gazoliny. W 1911 został wspólnikiem w spółce Zakład Gazu Ziemnego. Inż. Marian Wieleżyński Sp. z o.o.. Po oddaniu do użytku gazociągu z Tustanowic do rafinerii w Drohobyczu odbył ze wspólnikiem podróż do Stanów Zjednoczonych, gdzie zapoznał się z tamtejszym przemysłem naftowym. Po powrocie pracował w biurze technicznym w spółce „Gaz Ziemny” Sp. z o.o. we Lwowie oraz współpracował z Ignacym Mościckim w naukowo-badawczej spółce „Metan”. W 1920 wszedł w skład Komitetu Wykonawczego nowo powstałej spółki Gazolina Spółka Akcyjna, w 1921 był założycielem państwowo-prywatnej spółki akcyjnej „Międzymiastowe Gazociągi”, która budowała sieci przesyłowe. Powstały wówczas rurociągi z Daszawy do Stryja (1921, 14,4 km), Stryj-Drohobycz (1924), Daszawa-Stebnik (1925). W 1926 został dyrektorem Banku Naftowego z siedzibą we Lwowie. Zaprojektował pierwszą w Polsce stację benzynową, która działała w oparciu o pompę „Rapidaytor”. Należał do współzałożycieli miesięcznika „Gaz Ziemny”, był również redaktorem czasopism „Nafta” i „Metan”. 
Zmarł po długiej chorobie 20 stycznia 1928. Został pochowany na Cmentarzu Łyczakowskim we Lwowie. Był żonaty z pianistką, Jadwigą z domu d'Abancourt (1889-1945). Mieli dwoje dzieci.